# Tempio di Sant'Apollinare (Monte Sant'Angelo)
Il tempio di Sant'Apollinare è una chiesa cattolica situata a Monte Sant'Angelo, nel Gargano (provincia di Foggia).

## Storia
Il piccolo tempio di Sant'Apollinare è ubicato nell'antico rione Grotte (rione storico di Monte Sant'Angelo in cui le case sono ricavate nella roccia, da qui il nome grotte), che molto probabilmente è stato il primo nucleo insediativo della città. Esso risale al VII -VIII secolo.
La chiesa, anticamente costituita da una cappella scavata nella roccia, in parte ancora esistente, è stata ristrutturate e un po' ampliata con un diverso orientamento nel 1910 dall'asceta Antonio Ricucci (alias Infernale), mediante una pubblica sottoscrizione . Lo storico Giovanni Tancredi nei suoi testi scrive che l'antichissima abside, esposta a Levante, si trovava dove oggi è collocato l'ingresso del tempio dedicato a Santa Apollinare.
Oggi patrimonio Unesco.